# Universitat de Dublín
La Universitat de Dublín,Universitas Dubliniensis, (University of Dublin, en gaèlic irlandès:Ollscoil Átha Cliath corporativament designada com the Chancellor, Doctors and Masters of the University of Dublin) es troba a la ciutat de Dublín, República d'Irlanda i va ser fundada l'any 1592 per la reina Elizabet I d'Anglaterra, essent la universitat més antiga de la República d'Irlanda. Com moltes altres universitats de les illes Britàniques té un sistema universitari amb colleges separats, però només té un college, el Trinity College que per això es confon amb la Universitat de Dublin i la designació "Trinity College" i "University of Dublin" en la pràctica són sinònims.
Està afiliada amb:
- Coimbra Group
EUA
IUA
UI
AMBA
[1]

El 2011 tenia 16.747 estudiants.
L'equip d'aquesta universitat està compost per 1.404 persones (2011)